# Papež Valentin
Valentin, papež Rimskokatoliške cerkve; * okrog 780 Rim (Papeška država, Frankovsko kraljestvo); † 10. oktober 827 Rim ( Papeška država, Italija, Sveto rimsko cesarstvo).

## Življenjepis
Po rodu je bil Valentin Rimljan, sin Leoncija (Leontius, Leonzio) iz rodbine Leoni  iz Via Lata, plemenitega porekla. Že zgodaj je kazal ukaželjnost; zato so ga iz osnovne šole prestavili v Lateransko palačo. “Liber Pontificalis” omenja, da ga je imenoval za diakona, kmalu potem tudi za arhidiakona Pashal I.. Naklonjen mu je bil tudi Pashalov naslednik Evgen II.

### Izvolitev za papeža
Legenda pripoveduje, da se je po smrti njegovega predhodnika Evgena rimsko plemstvo zbralo v cerkvi, kjer je pobožni duhovnik ravno molil. Nad glavo mu je priletel golob, ki je pomenil Svetega Duha, in je glasno zaklical: »Valentin je vreden apostolskega sedeža!« Odpeljali so ga v Lateran, kjer so ga – kljub njegovemu nasprotovanju – izvolili za papeža. 
Volitve so se odvijale v Lateranu, od koder se je celoten zbor napotil k Mariji Snežni . Tam so našli Valentina zatopljenega v molitev. Od tam so ga odpeljali v Lateransko baziliko in ga posadili na papeški prestol. Najbrž že naslednjo nedeljo je bil posvečen za škofa pri Svetem Petru v Vatikanu in kronan s papeško krono. 
Viri se torej strinjajo v tem, da ga je izvolila enoglasno tako duhovščina kot verniki, tako plemstvo kot ljudstvo. Po posvečenju je vladal le okrog štirideset dni. Glede datumov pa se viri malo razlikujejo.

## Smrt in ocena
Papež Valentin je umrl v Rimu, dne 10. oktobra 827. Pokopan je v Baziliki svetega Petra v Vatikanu.
»Liber Pontificalis« ve o Evgenovem nasledniku na papeškem prestolu rimskem arhidiakonu Valentinu povedati veliko lepega in sicer, da  je bil „gostoljuben, delaven, zgovoren, sočuten, usmiljen in velikodušen do potrebnih”, toda že štirideseti dan po izvolitvi ga je ugrabila smrt.